# Кинин-калликреиновая система
Кинин-калликреиновая система — группа белков крови, играющих роль в воспалении, контролировании артериального давления, коагуляции и возникновении болевых ощущений. Важнейшими компонентами данной системы являются брадикинин и каллидин.

## История
Система была открыта в 1909 году (Abelous & Bardier), когда ученые обнаружили, что внутривенное введение мочи (богатой кининами) приводит к снижению артериального давления). Ученые Emil Karl Frey, Heinrich Kraut и Eugen Werle открыли высокомолекулярный кининоген в моче в 1930 году.

## Состав
Кинин-калликреиновая система состоит из группы высокомолекулярных белков, небольших полипептидов, а также набора активирующих и деактивирующих компоненты ферментов.

## Белки
Высокомолекулярный кининоген (ВМК) и низкомолекулярный кининоген (НМК) служат предшественниками полипептидов. Сами они активностью не обладают.
- ВМК синтезируется в печени наряду с прекалликреином. Не обладает каталитической активностью.
- НМК синтезируется местно, многими тканями и секретируется вместе с тканевым калликреином.

ВМК и НМК образуются в результате альтернативного сплайсинга одного гена.

## Полипептиды
- Брадикинин, действующий на В2 и в меньшей степени на B1 рецепторы, образуется из ВМК под действием калликреина. По химическому составу — нонапептид.
- Каллидин — декапептид, высвобождающийся из НМК при воздействии на него тканевого калликреина.

## Ферменты
- Калликреины (тканевой и плазменный) — сериновые протеазы, катализирующие образование кининов из кининогенов[4]. Прекалликреин служит предшественником плазменного калликреина. Он может катализировать образование кининов только после активации фактором Хагемана.
- Карбоксипептидазы присутствуют в двух формах: циркулирующей N-форме и связаной с мембраной M-формой.
- Ангиотензинпревращающий фермент (АПФ или кининаза II) инактивирует группу пептидов, включая брадикинин. Катализирует образование ангиотензина II из ангиотензина I.
- Нейтральная эндопептидаза также инактивирует кинины.

## Фармакология
Ингибиторы АПФ снижают концентрацию вазоконстриктора ангиотензина II, однако повышают уровень брадикинина. Это объясняет наличие сухого кашля у пациентов, принимающих ингибиторы АПФ.